# 目录服务
目录服务（英語：Directory service）是一个储存、组织和提供信息访问服务的软件系统，在软件工程中，一个目录是指一组名字和值的映射。它允许根据一个给出的名字来查找对应的值，与词典相似。像词典中每一个词也许会有多个词义，在一个目录中，一个名字也许会与多个不同的信息相关联。类似地，就像一个词会有多个不同的发音和多个不同的词义，目录中的一个名字可能会有多个不同类型的值。
目录也许只提供范围非常小的节点类型和数值类型，也可能对任意的或可扩展的一组类型提供支持。在一个电话目录中，节点就是姓名而数值项就是电话号码。在DNS中，节点是域名而数值项是IP地址（还有别名，邮件服务器名等等）。在一个网络操作系统的目录中，节点是那些由操作系统所管理的资源，包括用户、计算机、打印机和其它共享资源。互联网问世以来，有许多目录服务得到应用，但是本文主要关注那些源自X.500的目录服务
目录服务遵循LDAP和X.500协议。目录服务的一个最常用例子是DNS服务。微软的Active Directory是目录服务的一个著名实现。

## 介绍
名字服务是一个简单的目录服务，名字服务将一个网络资源的名字与它的网络地址进行映射。用名字服务这种类型的目录，一个用户不必记住某个网络资源的物理地址，只需要提供这个网络资源的名字就可以找到它。在网络上的每一个资源都被目录服务当作一个对象，关于某个网络资源的信息被作为这个对象的属性存储起来。存储到对象之内的信息可以进行访问控制以增强安全性，这样只有授权的用户才能访问到这些信息。更复杂的目录服务设计名字空间，诸如：用户、服务、设备、凭证、应用程序配置等等。这种设计是与身份管理高度相关的。
一个目录服务定义网络的命名空间。在此，命名空间是指在一个名字条目中容纳一个或多个对象。目录的设计过程中通常包括一套确定网络资源命名和编号的规则。在这套规则之下，网络资源的命名是唯一且无歧义的。在 X.500 (目录服务的标准)和LDAP中这种名字称作可分辨名称 (DN)，用来作为在目录中的入口从而访问到该可分辨名称的属性集合。
目录服务是一种共享的基础信息服务，可用来定位、管理和组织通用项目和网络资源，包括：卷、文件夹、文件、打印机、用户、组、设备、电话号码和其它对象。目录服务是NOS的重要组件。更复杂的情况下，目录服务作为一个服务交付平台的中心信息库使用。比方说使用目录服务查找“计算机”时，可能会调出所有可用的计算机和相关信息列表，用户可以在列表中操作这些计算机。
在设计和管理目录服务中，复制和分布是两个截然不同的概念。复制是指相同的目录命名空间（相同的对象）被复制到另外一台服务器用以冗余备份和提高负载能力。复制的命名空间由同一个部门管理。分布是指多台服务器分别负责不同的命名空间，相互连接，形成一个分布式的目录服务,每一个不同的命名空间可以由不同的部门管辖。

## 外部連結
- Why Your Business Needs a Directory Service （页面存档备份，存于）
- What is Directory Services? （页面存档备份，存于）
- Defining Terms: What Is a Directory Service?  （页面存档备份，存于）